# Liste der denkmalgeschützten Objekte in Sabinov
Die Liste der denkmalgeschützten Objekte in Sabinov enthält die 60 nach slowakischen Denkmalschutzvorschriften geschützten Objekte in der Gemeinde Sabinov im Okres Sabinov.

## Denkmäler
| Foto |                 | Denkmal / č. ÚZPF                            | Standort / Konskr. Nr.                                        | Offizielle Beschreibung                        | Beschreibung                                              | Metadaten                                                                 |
| ---- | --------------- | -------------------------------------------- | ------------------------------------------------------------- | ---------------------------------------------- | --------------------------------------------------------- | ------------------------------------------------------------------------- |
| ja   | Datei hochladen | Kirche(sk) ObjektID: 708-10817/1             | Jarková ul. 73 Standort KG: Orkucany Konskr.Nr.:              | r.k.Očisťovania P.M.                           | römisch-katholische Kirche Mariä Reinigung                | č. NKP: 708-10817/1 Stand des NKP: 2012-02-08 Name: KOSTOL                |
| ja   | Datei hochladen | Umfassungsmauer(sk) ObjektID: 708-10817/2    | Jarková ul. 73 Standort KG: Orkucany Konskr.Nr.:              |                                                |                                                           | č. NKP: 708-10817/2 Stand des NKP: 2012-02-08 Name: MÚR OHRADNÝ           |
| ja   | Datei hochladen | Glockenturm(sk) ObjektID: 708-10817/3        | Jarková ul. 73 Standort KG: Orkucany Konskr.Nr.:              |                                                |                                                           | č. NKP: 708-10817/3 Stand des NKP: 2012-02-08 Name: ZVONICA               |
| ja   | Datei hochladen | Burgmauer(sk) ObjektID: 708-348/1            | Standort KG: Sabinov Konskr.Nr.: 386                          |                                                |                                                           | č. NKP: 708-348/1 Stand des NKP: 2012-02-08 Name: MÚR HRADBOVÝ            |
|      | Datei hochladen | Grab mit Grabstein(sk) ObjektID: 708-4260/0  | Cintorín-Sabinov KG: Sabinov Konskr.Nr.:                      | Sýkora Ľudovít; 1897-1981,antifašist           | des Ľudovít Sýkora, Antifaschist                          | č. NKP: 708-4260/0 Stand des NKP: 2012-02-08 Name: HROB S NÁHROBNÍKOM     |
|      | Datei hochladen | Grab mit Grabstein(sk) ObjektID: 708-1485/0  | Hollého ul. KG: Sabinov Konskr.Nr.:                           | Cirbusová Jolana; 1884-1940,prozaička          | der Jolana Cirbusová, Romancier                           | č. NKP: 708-1485/0 Stand des NKP: 2012-02-08 Name: HROB S NÁHROBNÍKOM     |
|      | Datei hochladen | Grab mit Grabstein(sk) ObjektID: 708-4265/0  | Hollého ul. KG: Sabinov Konskr.Nr.:                           | Stenhura E.; 1893-1931,maliar                  | des Ernest Stenhura, Maler                                | č. NKP: 708-4265/0 Stand des NKP: 2012-02-08 Name: HROB S NÁHROBNÍKOM     |
|      | Datei hochladen | Grab mit Grabstein(sk) ObjektID: 708-1484/1  | Hollého ul. KG: Sabinov Konskr.Nr.:                           | Nosák-Nezabudov; 1818-1877,básnik              | des Bohuslav Nosák-Nezabudov, Dichter                     | č. NKP: 708-1484/1 Stand des NKP: 2012-02-08 Name: HROB S NÁHROBNÍKOM     |
| ja   | Datei hochladen | jüdischer Friedhof(sk) ObjektID: 708-11315/0 | Hollého ul. 25 Standort KG: Sabinov Konskr.Nr.: 25            | Židovský cintorín                              |                                                           | č. NKP: 708-11315/0 Stand des NKP: 2012-02-08 Name: CINTORÍN ŽIDOVSKÝ     |
| ja   | Datei hochladen | Kirche(sk) ObjektID: 708-365/2               | Nálepku kpt. ul. 194 Standort KG: Sabinov Konskr.Nr.: 194     | ev.a.v.nemecký; nemecký evanjelický kostol     | deutsche evangelische Kirche                              | č. NKP: 708-365/2 Stand des NKP: 2012-02-08 Name: KOSTOL                  |
| ja   | Datei hochladen | Kirche(sk) ObjektID: 708-365/1               | Nálepku kpt. ul. 195 Standort KG: Sabinov Konskr.Nr.: 195     | ev.a.v.slovenský; slovenský evanjelický kostol | slowakische evangelische Kirche                           | č. NKP: 708-365/1 Stand des NKP: 2012-02-08 Name: KOSTOL                  |
| ja   | Datei hochladen | Denkmal mit Relief(sk) ObjektID: 708-1483/0  | Slobody nám. Standort KG: Sabinov Konskr.Nr.:                 | II.sv.v.; pomník obetiam II.sv.v.              | Denkmal für die Opfer des WK II                           | č. NKP: 708-1483/0 Stand des NKP: 2012-02-08 Name: POMNÍK S RELIÉFMI      |
| ja   | Datei hochladen | Gedenktafel(sk) ObjektID: 708-1484/2         | Slobody nám. 2 Standort KG: Sabinov Konskr.Nr.: 2             | Nosák-Nezabudov; 1818-1877,básnik              | für Bohuslav Nosák-Nezabudov, Dichter                     | č. NKP: 708-1484/2 Stand des NKP: 2012-02-08 Name: TABUĽA PAMÄTNÁ         |
| ja   | Datei hochladen | Bürgerhaus(sk) ObjektID: 708-11281/0         | Slobody nám. 7 Standort KG: Sabinov Konskr.Nr.: 7             | radový; patricijský dom                        | Reihenhaus, Patrizierhaus                                 | č. NKP: 708-11281/0 Stand des NKP: 2012-02-08 Name: DOM MEŠTIANSKY        |
| ja   | Datei hochladen | Bürgerhaus(sk) ObjektID: 708-11291/0         | Slobody nám. 8 Standort KG: Sabinov Konskr.Nr.: 8             | prejazdový,radový                              | Reihenhaus, Passage                                       | č. NKP: 708-11291/0 Stand des NKP: 2012-02-08 Name: DOM MEŠTIANSKY        |
| ja   | Datei hochladen | Bürgerhaus(sk) ObjektID: 708-350/0           | Slobody nám. 9 Standort KG: Sabinov Konskr.Nr.: 9             | prejazdový,radový                              | Reihenhaus, Passage                                       | č. NKP: 708-350/0 Stand des NKP: 2012-02-08 Name: DOM MEŠTIANSKY          |
| ja   | Datei hochladen | Bürgerhaus(sk) ObjektID: 708-11282/0         | Slobody nám. 11 Standort KG: Sabinov Konskr.Nr.: 11           | radový                                         | Reihenhaus                                                | č. NKP: 708-11282/0 Stand des NKP: 2012-02-08 Name: DOM MEŠTIANSKY        |
| ja   | Datei hochladen | Bürgerhaus(sk) ObjektID: 708-3814/0          | Slobody nám. 13 Standort KG: Sabinov Konskr.Nr.: 13           | prejazdový,radový                              | Reihenhaus, Passage                                       | č. NKP: 708-3814/0 Stand des NKP: 2012-02-08 Name: DOM MEŠTIANSKY         |
| ja   | Datei hochladen | Bürgerhaus(sk) ObjektID: 708-351/0           | Slobody nám. 15 Standort KG: Sabinov Konskr.Nr.: 15           | prejazdový,radový                              | Reihenhaus, Passage                                       | č. NKP: 708-351/0 Stand des NKP: 2012-02-08 Name: DOM MEŠTIANSKY          |
| ja   | Datei hochladen | Bürgerhaus(sk) ObjektID: 708-3815/0          | Slobody nám. 17 Standort KG: Sabinov Konskr.Nr.: 17,1927,1928 | prejazdový,radový                              | Reihenhaus, Passage                                       | č. NKP: 708-3815/0 Stand des NKP: 2012-02-08 Name: DOM MEŠTIANSKY         |
| BW   | Datei hochladen | Bürgerhaus(sk) ObjektID: 708-11292/0         | Slobody nám. 21 Standort KG: Sabinov Konskr.Nr.: 1209         | prejazdový,radový                              | Reihenhaus, Passage                                       | č. NKP: 708-11292/0 Stand des NKP: 2012-02-08 Name: DOM MEŠTIANSKY        |
| ja   | Datei hochladen | Bürgerhaus(sk) ObjektID: 708-11293/0         | Slobody nám. 25 Standort KG: Sabinov Konskr.Nr.: 25           | priechodový,radový                             | Reihenhaus, Passage                                       | č. NKP: 708-11293/0 Stand des NKP: 2012-02-08 Name: DOM MEŠTIANSKY        |
| ja   | Datei hochladen | Bürgerhaus(sk) ObjektID: 708-3816/0          | Slobody nám. 27 Standort KG: Sabinov Konskr.Nr.: 27           | radový                                         | Reihenhaus                                                | č. NKP: 708-3816/0 Stand des NKP: 2012-02-08 Name: DOM MEŠTIANSKY         |
| ja   | Datei hochladen | Bürgerhaus(sk) ObjektID: 708-352/0           | Slobody nám. 31 Standort KG: Sabinov Konskr.Nr.: 31           | prejazdový,radový; fara                        | Reihenhaus, Passage, Pfarrei                              | č. NKP: 708-352/0 Stand des NKP: 2012-02-08 Name: DOM MEŠTIANSKY          |
| ja   | Datei hochladen | Bürgerhaus(sk) ObjektID: 708-3817/0          | Slobody nám. 33 Standort KG: Sabinov Konskr.Nr.: 33           | priechodový,radový                             | Reihenhaus, Passage                                       | č. NKP: 708-3817/0 Stand des NKP: 2012-02-08 Name: DOM MEŠTIANSKY         |
| ja   | Datei hochladen | Bürgerhaus(sk) ObjektID: 708-3818/0          | Slobody nám. 35 Standort KG: Sabinov Konskr.Nr.: 35           | priechodový,radový                             | Reihenhaus, Passage                                       | č. NKP: 708-3818/0 Stand des NKP: 2012-02-08 Name: DOM MEŠTIANSKY         |
| ja   | Datei hochladen | Bürgerhaus(sk) ObjektID: 708-353/0           | Slobody nám. 37 Standort KG: Sabinov Konskr.Nr.: 37,1832      | prejazdový,radový                              | Reihenhaus, Passage                                       | č. NKP: 708-353/0 Stand des NKP: 2012-02-08 Name: DOM MEŠTIANSKY          |
| ja   | Datei hochladen | Bürgerhaus(sk) ObjektID: 708-3819/0          | Slobody nám. 39 Standort KG: Sabinov Konskr.Nr.: 39,2074      | prejazdový,radový                              | Reihenhaus, Passage                                       | č. NKP: 708-3819/0 Stand des NKP: 2012-02-08 Name: DOM MEŠTIANSKY         |
| ja   | Datei hochladen | Bürgerhaus(sk) ObjektID: 708-354/0           | Slobody nám. 41 Standort KG: Sabinov Konskr.Nr.: 41,1909      | prejazdový,radový                              | Reihenhaus, Passage                                       | č. NKP: 708-354/0 Stand des NKP: 2012-02-08 Name: DOM MEŠTIANSKY          |
| ja   | Datei hochladen | Bürgerhaus(sk) ObjektID: 708-3820/0          | Slobody nám. 43 Standort KG: Sabinov Konskr.Nr.: 43           | prejazdový,radový                              | Reihenhaus, Passage                                       | č. NKP: 708-3820/0 Stand des NKP: 2012-02-08 Name: DOM MEŠTIANSKY         |
| ja   | Datei hochladen | Bürgerhaus(sk) ObjektID: 708-3822/0          | Slobody nám. 45 Standort KG: Sabinov Konskr.Nr.: 45           | prejazdový,radový                              | Reihenhaus, Passage                                       | č. NKP: 708-3822/0 Stand des NKP: 2012-02-08 Name: DOM MEŠTIANSKY         |
| ja   | Datei hochladen | Bürgerhaus(sk) ObjektID: 708-3824/0          | Slobody nám. 47 Standort KG: Sabinov Konskr.Nr.: 47           | prejazdový,radový                              | Reihenhaus, Passage                                       | č. NKP: 708-3824/0 Stand des NKP: 2012-02-08 Name: DOM MEŠTIANSKY         |
| ja   | Datei hochladen | Bürgerhaus(sk) ObjektID: 708-362/0           | Slobody nám. 48 Standort KG: Sabinov Konskr.Nr.: 48           | prejazdový,radový                              | Reihenhaus, Passage                                       | č. NKP: 708-362/0 Stand des NKP: 2012-02-08 Name: DOM MEŠTIANSKY          |
| ja   | Datei hochladen | Bürgerhaus(sk) ObjektID: 708-10060/0         | Slobody nám. 50 Standort KG: Sabinov Konskr.Nr.:              | prejazdový,radový                              | Reihenhaus, Passage                                       | č. NKP: 708-10060/0 Stand des NKP: 2012-02-08 Name: DOM MEŠTIANSKY        |
| ja   | Datei hochladen | Bürgerhaus(sk) ObjektID: 708-3827/0          | Slobody nám. 53 Standort KG: Sabinov Konskr.Nr.:              | prejazdový,radový                              | Reihenhaus, Passage                                       | č. NKP: 708-3827/0 Stand des NKP: 2012-02-08 Name: DOM MEŠTIANSKY         |
| ja   | Datei hochladen | Bürgerhaus(sk) ObjektID: 708-3828/0          | Slobody nám. 55 Standort KG: Sabinov Konskr.Nr.: 55           | prejazdový,radový                              | Reihenhaus, Passage                                       | č. NKP: 708-3828/0 Stand des NKP: 2012-02-08 Name: DOM MEŠTIANSKY         |
| ja   | Datei hochladen | Verwaltungsgebäude(sk) ObjektID: 708-2030/1  | Slobody nám. 57 Standort KG: Sabinov Konskr.Nr.: 57           | Mestský úrad                                   | Rathaus                                                   | č. NKP: 708-2030/1 Stand des NKP: 2012-02-08 Name: BUDOVA ADMINISTRATÍVNA |
| ja   | Datei hochladen | Bürgerhaus(sk) ObjektID: 708-3830/0          | Slobody nám. 58 Standort KG: Sabinov Konskr.Nr.: 58           | prejazdový,radový                              | Reihenhaus, Passage                                       | č. NKP: 708-3830/0 Stand des NKP: 2012-02-08 Name: DOM MEŠTIANSKY         |
| ja   | Datei hochladen | Bürgerhaus(sk) ObjektID: 708-358/0           | Slobody nám. 60 Standort KG: Sabinov Konskr.Nr.: 60           | prejazdový,radový                              | Reihenhaus, Passage                                       | č. NKP: 708-358/0 Stand des NKP: 2012-02-08 Name: DOM MEŠTIANSKY          |
| ja   | Datei hochladen | Bürgerhaus(sk) ObjektID: 708-3833/0          | Slobody nám. 62 Standort KG: Sabinov Konskr.Nr.: 62           | prejazdový,radový                              | Reihenhaus, Passage                                       | č. NKP: 708-3833/0 Stand des NKP: 2012-02-08 Name: DOM MEŠTIANSKY         |
| ja   | Datei hochladen | Bürgerhaus(sk) ObjektID: 708-3834/0          | Slobody nám. 63 KG: Sabinov Konskr.Nr.: 63                    | prejazdový,radový                              | Reihenhaus, Passage                                       | č. NKP: 708-3834/0 Stand des NKP: 2012-02-08 Name: DOM MEŠTIANSKY         |
| ja   | Datei hochladen | Bürgerhaus(sk) ObjektID: 708-357/0           | Slobody nám. 64 Standort KG: Sabinov Konskr.Nr.: 64           | prejazdový,radový                              | Reihenhaus, Passage                                       | č. NKP: 708-357/0 Stand des NKP: 2012-02-08 Name: DOM MEŠTIANSKY          |
| ja   | Datei hochladen | Bürgerhaus(sk) ObjektID: 708-3835/0          | Slobody nám. 65 Standort KG: Sabinov Konskr.Nr.: 65           | prejazdový,radový                              | Reihenhaus, Passage                                       | č. NKP: 708-3835/0 Stand des NKP: 2012-02-08 Name: DOM MEŠTIANSKY         |
| ja   | Datei hochladen | Bürgerhaus(sk) ObjektID: 708-11294/0         | Slobody nám. 66 Standort KG: Sabinov Konskr.Nr.: 66           | prejazdový,radový                              | Reihenhaus, Passage                                       | č. NKP: 708-11294/0 Stand des NKP: 2012-02-08 Name: DOM MEŠTIANSKY        |
| ja   | Datei hochladen | Bürgerhaus(sk) ObjektID: 708-3836/0          | Slobody nám. 67 Standort KG: Sabinov Konskr.Nr.: 67           | prejazdový,radový                              | Reihenhaus, Passage                                       | č. NKP: 708-3836/0 Stand des NKP: 2012-02-08 Name: DOM MEŠTIANSKY         |
| ja   | Datei hochladen | Bürgerhaus(sk) ObjektID: 708-11283/0         | Slobody nám. 69 Standort KG: Sabinov Konskr.Nr.: 69           | prejazdový,radový                              | Reihenhaus, Passage                                       | č. NKP: 708-11283/0 Stand des NKP: 2012-02-08 Name: DOM MEŠTIANSKY        |
| ja   | Datei hochladen | Bürgerhaus(sk) ObjektID: 708-356/0           | Slobody nám. 70 Standort KG: Sabinov Konskr.Nr.: 70           | priechodový,radový                             | Reihenhaus, Passage                                       | č. NKP: 708-356/0 Stand des NKP: 2012-02-08 Name: DOM MEŠTIANSKY          |
| ja   | Datei hochladen | Bürgerhaus(sk) ObjektID: 708-3837/0          | Slobody nám. 71 Standort KG: Sabinov Konskr.Nr.: 71           | prejazdový,radový                              | Reihenhaus, Passage                                       | č. NKP: 708-3837/0 Stand des NKP: 2012-02-08 Name: DOM MEŠTIANSKY         |
| ja   | Datei hochladen | Bürgerhaus(sk) ObjektID: 708-11057/0         | Slobody nám. 72 Standort KG: Sabinov Konskr.Nr.: 72           | prejazdový,radový                              | Reihenhaus, Passage                                       | č. NKP: 708-11057/0 Stand des NKP: 2012-02-08 Name: DOM MEŠTIANSKY        |
| ja   | Datei hochladen | Bürgerhaus(sk) ObjektID: 708-3838/0          | Slobody nám. 73 Standort KG: Sabinov Konskr.Nr.: 73           | radový                                         | Reihenhaus                                                | č. NKP: 708-3838/0 Stand des NKP: 2012-02-08 Name: DOM MEŠTIANSKY         |
| ja   | Datei hochladen | Bürgerhaus(sk) ObjektID: 708-355/0           | Slobody nám. 74 Standort KG: Sabinov Konskr.Nr.: 74           | prejazdový,radový                              | Reihenhaus, Passage                                       | č. NKP: 708-355/0 Stand des NKP: 2012-02-08 Name: DOM MEŠTIANSKY          |
| ja   | Datei hochladen | Bürgerhaus(sk) ObjektID: 708-3839/0          | Slobody nám. 75 Standort KG: Sabinov Konskr.Nr.: 75           | prejazdový,radový                              | Reihenhaus, Passage                                       | č. NKP: 708-3839/0 Stand des NKP: 2012-02-08 Name: DOM MEŠTIANSKY         |
| ja   | Datei hochladen | Bürgerhaus(sk) ObjektID: 708-11284/0         | Slobody nám. 77 Standort KG: Sabinov Konskr.Nr.: 77           | radový                                         | Reihenhaus                                                | č. NKP: 708-11284/0 Stand des NKP: 2012-02-08 Name: DOM MEŠTIANSKY        |
| ja   | Datei hochladen | Bürgerhaus(sk) ObjektID: 708-11285/0         | Slobody nám. 83 Standort KG: Sabinov Konskr.Nr.: 83           | radový                                         | Reihenhaus                                                | č. NKP: 708-11285/0 Stand des NKP: 2012-02-08 Name: DOM MEŠTIANSKY        |
| ja   | Datei hochladen | Schule(sk) ObjektID: 708-3840/0              | Slobody nám. 85 Standort KG: Sabinov Konskr.Nr.: 85           | chodbová,solitér; Žiacky domov                 | Haus der Schüler                                          | č. NKP: 708-3840/0 Stand des NKP: 2012-02-08 Name: ŠKOLA                  |
| ja   | Datei hochladen | Gedenklyzeum(sk) ObjektID: 708-363/1         | Slobody nám. 100 Standort KG: Sabinov Konskr.Nr.: 100         | Fabry Samuel; 1769-1826,učiteľ,osv.čin.        | für Samuel Fabry, Lehrer, ?                               | č. NKP: 708-363/1 Stand des NKP: 2012-02-08 Name: LÝCEUM PAMÄTNÉ          |
| ja   | Datei hochladen | Gedenktafel(sk) ObjektID: 708-363/2          | Slobody nám. 100 Standort KG: Sabinov Konskr.Nr.: 100         | Fabry Samuel; 1769-1826,učiteľ,osv.čin.        | für Samuel Fabry, Lehrer                                  | č. NKP: 708-363/2 Stand des NKP: 2012-02-08 Name: TABUĽA PAMÄTNÁ          |
| ja   | Datei hochladen | Kirche(sk) ObjektID: 708-364/1               | Slobody nám. 102 Standort KG: Sabinov Konskr.Nr.: 102         | r.k.sv.Jána Krstiteľa                          | römisch-katholische Kirche St. Johannes der Täufer        | č. NKP: 708-364/1 Stand des NKP: 2012-02-08 Name: KOSTOL                  |
| ja   | Datei hochladen | Glockenturm(sk) ObjektID: 708-364/2          | Slobody nám. 101 Standort KG: Sabinov Konskr.Nr.: 101         |                                                |                                                           | č. NKP: 708-364/2 Stand des NKP: 2012-02-08 Name: ZVONICA                 |
| ja   | Datei hochladen | Kirche(sk) ObjektID: 708-364/3               | Slobody nám. 103 Standort KG: Sabinov Konskr.Nr.: 103         | r.k.Nepoškvr.počatia P.M.                      | römisch-katholische Kirche jungfräuliche Empfängnis Mariä | č. NKP: 708-364/3 Stand des NKP: 2012-02-08 Name: KOSTOL                  |

## Legende
Die Tabelle enthält im Einzelnen folgende Informationen:
| Foto:                    | Fotografie des Denkmals. |
| Denkmal / č. ÚZPF:       | Die Übersetzung der Bezeichnung des Denkmals, wie sie vom Slowakischen Denkmalamt (Pamiatkový úrad Slovenskej republiky) verwendet wird. Die Originalbezeichnung ist unter dem Fragezeichen angegeben. Fehlt die Übersetzung, so wird die Originalbezeichnung direkt angezeigt. Weiters ist die Objekt-Identifikationsnummer (Objekt ID) angeführt. Sie ist die offizielle, in der Slowakei eindeutige Nummer č. ÚZPF inklusive der zugehörigen Zählnummer, wie sie in den Daten des Denkmalamtes angegeben wird. Da diese nur innerhalb eines Landkreises gezählt wird, ist dessen Nummer der Denkmalnummer vorangestellt. |
| Standort:                | Wenn in der Liste vorhanden, ist die Adresse angegeben. In Klammern kann sich noch eine zusätzliche Adresse befinden, wenn es beispielsweise ein Eckhaus ist. Bei freistehenden Objekten ohne Adresse (zum Beispiel bei Bildstöcken) ist eine Adresse angegeben, die in der Nähe des Objekts liegt. Durch Aufruf des Links Standort wird die Lage des Denkmals in verschiedenen Kartenprojekten angezeigt. Darunter sind die Katastralgemeinde (KG) und, wenn vorhanden, die Konskriptionsnummer (Konskr. Nr.) angegeben.                                                                                                   |
| Offizielle Beschreibung: | Es ist die Kurzbeschreibung auf Slowakisch, wie sie in den offiziellen Listen angegeben ist, eingetragen. |
| Beschreibung:            | Kurze Angaben zum Denkmal auf Deutsch. |
| Metadaten:               | Zusätzlich werden, wenn in den persönlichen Einstellungen das Helferlein Dauerhaftes Einblenden von Metadaten aktiviert ist, ebensolche angezeigt. |

- Karte mit allen Koordinaten:
- OSM |
- WikiMap